# René Lévesque
René Lévesque (ur. 24 sierpnia 1922 w Campbellton, zm. 1 listopada 1987 na Île des Sœurs) – kanadyjski polityk i publicysta, premier prowincji Quebec z ramienia Partii Quebecu.

## Życiorys
Lévesque urodził się w Campbelton w Nowym Brunszwiku, najbliższym mieście ze szpitalem od rodzinnego New Carlisle w Quebecu. Otrzymał tradycyjne wykształcenie na poziomie średnim. Nie ukończywszy studiów, zaciągnął się do wojska i został oddelegowany jako obserwator kanadyjski do armii USA. Brał udział w kampaniach we Francji, Niemczech i Austrii, a pod koniec wojny zaczął pracować jako korespondent. Po wojnie został dziennikarzem radiowym, a potem telewizyjnym. Był korespondentem wojennym w czasie wojny koreańskiej. Publicystyka polityczna doprowadziła go do zaangażowania się w życie polityczne.
Pierwszy raz wybrany do Zgromadzenia Narodowego Quebecu w 1960 jako liberał. Został ministrem pracy w gabinecie Jeana Lesage i brał aktywny udział w cichej rewolucji. W kolejnych latach sprawował funkcje ministra zasobów naturalnych oraz ministra rodziny i dobrobytu.
W 1967 opuścił szeregi partii liberalnej, gdy jego propozycje nacjonalizacji energetyki prowincjonalnej nie znalazły posłuchu. Najpierw założył Movement Sovereignty-Association, z którego wyewoluowała Partia Quebecu. Lévesque został jej pierwszym liderem i twórcą jej programu. Jej naczelnym celem było osiągnięcie suwerenności. Pod tym programem poprowadził partię do zwycięstwa parlamentarnego w 1968. Rząd Lesage prowadził progresywną politykę, wprowadzając szereg reform, m.in. przejrzyste, antykorupcyjne prawo finansowania partii politycznych. Za jego kadencji francuski stał się językiem urzędowym prowincji.
W maju 1980 pod auspicjami Partii Quebecu odbyło się pierwsze referendum nad suwerennością. Mimo że Partia Quebecu miała duże poparcie, 60% głosujących wypowiedziało się przeciw. Mimo tej niewątpliwej porażki ruchu, Lasage ponownie wygrał wybory w 1981. Rządząc w okresie znacznych trudności ekonomicznych, wszedł w konflikt ze związkiem zawodowym pracowników. Spór pracowniczy zakończony długim strajkiem urzędników podkopał popularność partii. Dalszą jej erozję spowodowało oświadczenie jej lidera, że dążenie do suwerenności przestaje być naczelnym celem partii. W 1985, wobec malejącego poparcia, Lévesque zrezygnował z kierownictwa partii i wycofał się z życia politycznego, powracając do publicystyki. Zmarł dwa lata później.